# Ереванская школа фигурного катания и хоккея
Ереванская школа фигурного катания и хоккея (арм. Երևանի գեղասահքի և հոկեյի մարզադպրոց) — спортивная школа в Ереване, учащиеся которой занимаются профессионально хоккеем с шайбой и фигурным катанием. Школа была открыта после реконструкции 5 декабря 2015 года, находится рядом с Ереванским велодромом. До 2019 года носила имя прославленной советской фигуристки, 10-кратной чемпионки мира Ирины Родниной, однако после её скандальных заявлений по поводу трагедии в Ходжалы школу переименовали. Действующий директор — Мелине Авакян.

## Строительство
Ереванская детско-юношеская спортивная школа фигурного катания и конькобежного спорта была открыта в 1971 году и размещалась в здании на улице Багратуняц. Первые тренеры приехали в Ереван в 1973 году, однако в 1994 году закрылся завод «Наирит», производивший хлорид кальция. Школа прекратила фактически свою работу: строительство системы электроснабжения отняло много времени, а система трубопроводов и компрессоров не функционировала и не позволяла создать пригодный для занятий лёд. В школе проходили только занятия по общей физической подготовке и хореографии, а сами дети тренировались на катках в СКК и на Лебедином озере в Ереване.
Реконструкцией школы занялась в 2014—2015 годах московская группа компаний «Монарх» во главе с Сергеем Амбарцумяном: 25 ноября 2015 года Ереванский городской совет присвоил школе имя Ирины Родниной, перенеся её в построенное здание в доме 27/10 по проспекту Адмирала Исакова. Амбарцумян передал школу в дар мэрии Еревана. Строительство началось в июне 2014 года и шло до ноября 2015 года. 5 июня 2014 года был заложен фундамент. По проекту площадь трёхэтажного здания составляла 4360 м², из них 1800 м² было отведено под сам каток; также в школе есть хореографический зал, методический зал, тренировочный зал, современное оборудование и соответствующие мировым стандартам раздевалки. Стоимость реконструкции составила 7,55 млн. долларов США, вместимость — 538 человек. Открытие школы состоялось 5 декабря 2015 года в присутствии президента Армении Сержа Саргсяна и самой Ирины Слуцкой. Школу посещают 180 детей из 15 возрастных подгрупп.

## Переименование
26 февраля 2019 года в Баку состоялась памятная церемония по случаю трагедии в Ходжалы, случившейся в 1992 году. В церемонии приняли участие члены российско-армянской межпарламентской комиссии, среди которых была и Роднина. Пресса сообщила о том, что Роднина якобы участвовала в митинге и призвала армянскую общественность сделать выводы из ходжалинских событий, а также поддержала идею распространения информации о трагедии в Ходжалы в российском обществе. Сама Роднина отрицала факт участия в шествии и заявила, что подобных трагедий во время распада СССР было очень много и она просто выражала скорбь по погибшим.
Тем не менее, по Армении прокатилась волна недовольства поступком Родниной. Межпарламентская фракция «Луйс» во главе с Ани Хачатрян предложила переименовать школу имени Родниной: хотя против переименования выступил спонсор строительства, гендиректор группы компаний «Монарх» Сергей Амбарцумян, 8 мая 2019 года Ереванский городской совет подавляющим большинством голосов принял решение окончательно переименовать школу имени Ирины Родниной в Ереванскую школу фигурного катания и хоккея. Политологи Армении единогласно поддержали решение, сославшись на то, что имя человека, которое присваивается любой организации, должно пользоваться уважением в Армении, однако заявили, что решение не должно оказать какого-то влияния на российско-армянские отношения. Сама Роднина заявила, что спокойно отнеслась к переименованию, но выразила обиду за людей, «вложивших душу и сердце» в строительство.